# هال جونسون
هال جونسون (بالإنجليزية: Hall Johnson)‏ هو مخرج جوقة وملحن وممثل أمريكي، ولد في 12 مارس 1888 في الولايات المتحدة، وتوفي في 30 أبريل 1970 بنيويورك في الولايات المتحدة. من الجوائز التي نالها William E. Harmon Foundation Award for Distinguished Achievement Among Negroes ‏ وعضوية قاعة مشاهير صناع السينما السود ‏ سنة 1975.

## جوائز
- William E. Harmon Foundation Award for Distinguished Achievement Among Negroes [الإنجليزية]‏
- عضوية قاعة مشاهير صناع السينما السود [الإنجليزية]‏ (1975)

## وصلات خارجية
- هال جونسون على موقع IMDb (الإنجليزية)
- هال جونسون على موقع ميوزك برينز (الإنجليزية)
- هال جونسون على موقع أول موفي (الإنجليزية)
- هال جونسون على موقع قاعدة بيانات برودواي على الإنترنت (الإنجليزية)
- هال جونسون على موقع قاعدة بيانات الأفلام السويدية (السويدية)
- هال جونسون على موقع ديسكوغز (الإنجليزية)
- هال جونسون على موقع قاعدة بيانات الفيلم (الإنجليزية)
- هال جونسون على موقع كينوبويسك (الروسية)